# 松山區 (臺灣)
25°02′59″N 121°34′38″E / 25.049698°N 121.577206°E
松山區位於臺灣臺北市中部，為松山機場和臺北小巨蛋所在地。境內有多座大型百貨公司、購物中心及數個商圈，包括較早創立的夜市饒河街觀光夜市，敦化北路與南京東路一帶則為臺北市重要的金融商圈，有不少國內外知名的企業及金融機構設置於此。2010年臺北市舉辦臺北國際花卉博覽會制定各區區花，松山區為朱槿，臺北市政府民政局也特別製作區花版門牌。

## 歷史

### 沿革
- 荷蘭統治時期、清領初期為凱達格蘭族（巴賽族）之里族社及猫里錫口社（羅馬拼音：Malotsigauan）之地，亦音譯作麻里折口、麻里即吼、毛里即錫口。
- 1740年（乾隆5年）編入淡水海防廳淡水保大加蚋庄[1]。
- 1760年（乾隆25年）分屬淡水保中崙庄、塔塔悠庄、猫里錫口庄、里族庄，以及原住民的塔塔悠社[1]。
- 1815年（清嘉慶20年）時刪去猫里，改稱錫口。與周邊地區合稱錫口十三庄，與三市街同為大加蚋堡內之主聚落。
- 1906年（明治39年），屬臺北廳錫口支廳錫口區內之錫口街、舊里族庄、頂東勢庄、上塔悠庄、下塔悠庄[2]。
- 1920年（大正9年），臺灣改為州制，臺北廳改制為臺北州，錫口改稱「松山」，錫口區改為七星郡「松山庄」。
- 1938年（昭和13年），松山庄廢庄併入臺北市。
- 1946年（民國35年）2月8日，臺北市政府整併松山、五分埔、三張犂及塔悠等4個原屬松山庄的區，以及中崙區，合併設置松山區。
- 1990年（民國79年）3月23日，臺北市行政區重劃，調整中山區邊界為松山機場西界及復興南北路，劃入下埤頭東半部，並劃出中崙西南角；沿縱貫線鐵路（市民大道）分割南半部於新設之信義區。
- 1994年（民國83年）5月，因應基隆河截彎取直調整區界，下塔悠北部被劃入中山區（美麗華商圈）、舊里族東部被劃入內湖區（舊宗量販商圈）[2]。

### 由來和英譯
「松山」的由來一說是因為當地因為附近山丘多松樹。戰後雖沿用該名，但對外音譯則改為國語發音，而成為「Sungshan」（威妥瑪拼音），2003年後改為 「Songshan」（漢語拼音）。但一般來說，松科植物在北緯40-60度間，或高海拔的地方較為常見。松山位於臺北盆地，既不是山，也不可能有松樹。但臺灣真的有一座"松山"，位於阿里山山脈的中間，海拔2500公尺。

## 地理

### 位置
- 東界：以三張犁截水圳、玉成橋、松山橋鄰接南港區。
- 西界：以復興南、北路及松山機場西側圍牆鄰接中山區。
- 南界：市民大道四段（復興南路至光復南路），鄰接大安區。市民大道五段至松山車站，鄰接信義區。
- 北界：以基隆河三張犁截水圳出口至港墘路口堤外河道，鄰接內湖區。港墘路口堤外基隆河道、七號水門至機場北邊圍牆鄰接中山區。

### 人口
根據臺北市松山區戶政事務所及內政部戶政司統計，2024年底松山區戶數約8.1萬戶，人口約19.2萬人，人口密度每平方公里約2.1萬人，是臺灣人口密度第十高的三級行政區。區內人口最多和最少的里分別是龍田里與東昌里，2024年底兩里人口分別為11,107人與2,608人，其中龍田里也是臺北市人口第三大里。
松山區人口持續嚴重流失，於2021年1月跌破20萬人。

## 政治

### 區政組織

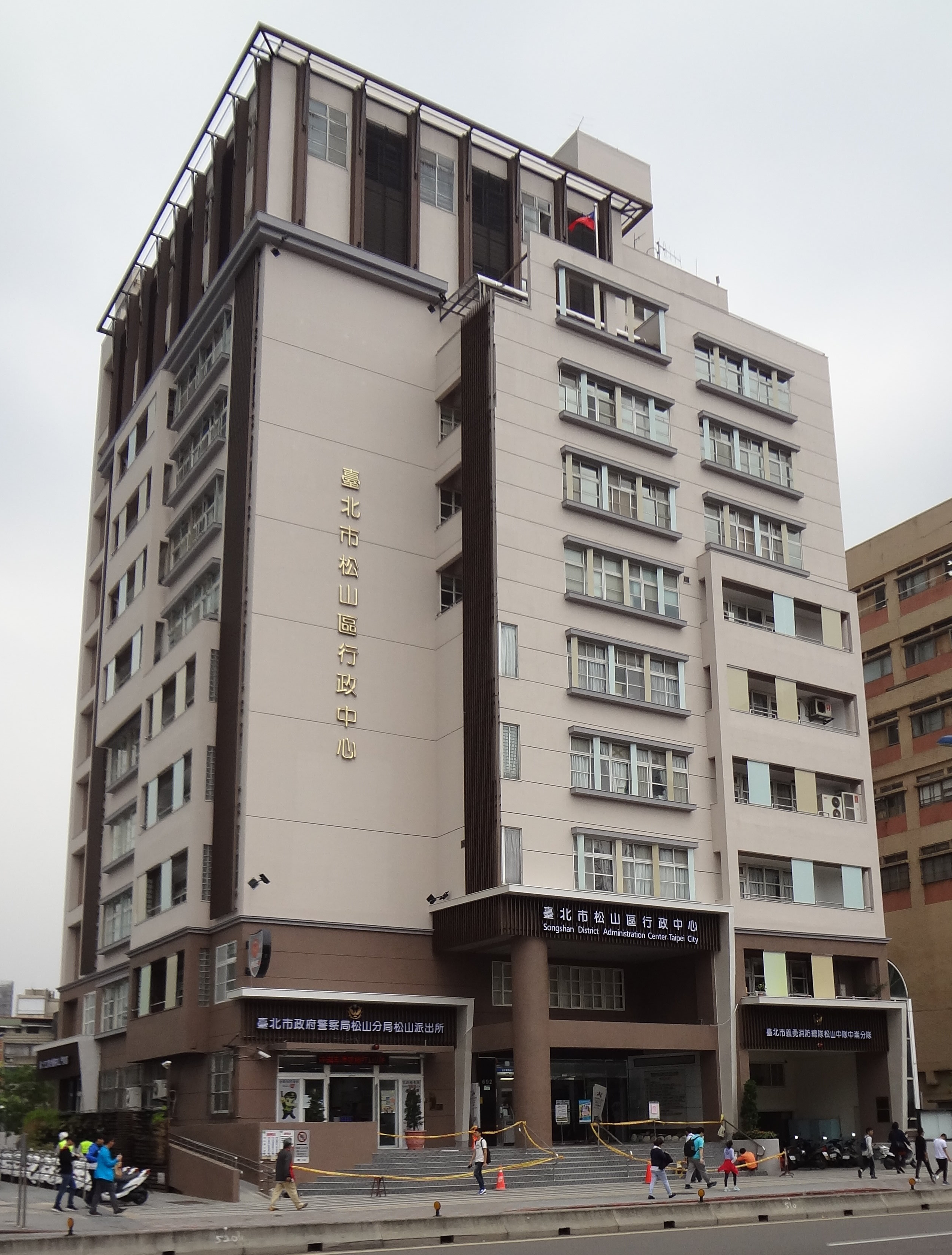
松山區行政中心合署辦公大樓

松山區公所是臺北市政府在松山區的派出機關，在中華民國政府架構中為市政府綜理區政的執行機關，上級業務監督機關為臺北市政府。区长由市長任命，其任期為無任期保障。在區長、副區長及主任秘書之下，設有5課4室等9個內部單位。

### 行政區劃

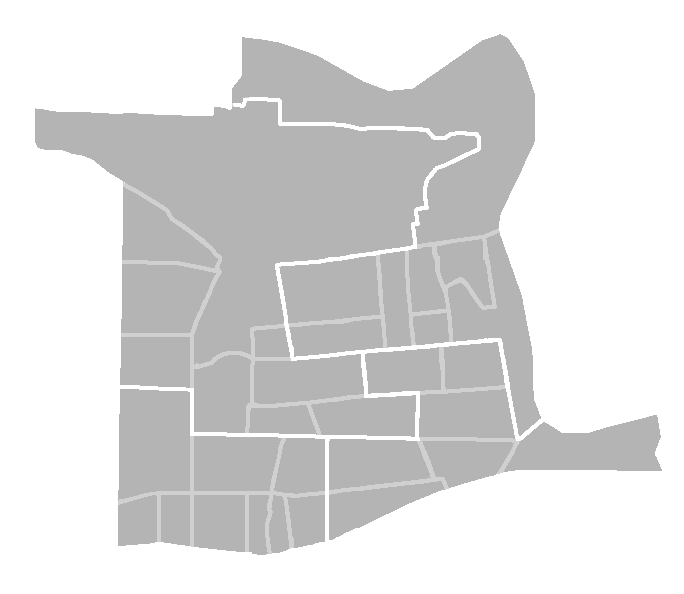
臺北市松山區次分區位置圖：東社次分區（左上）、三民次分區（右上）、中崙次分區（左下）、本鎮次分區（右下）

| 次分區 | 里名   | 里名   | 里名   | 里名   | 里名   | 里名   | 里名   | 里名   | 里名   |
| ------ | ------ | ------ | ------ | ------ | ------ | ------ | ------ | ------ | ------ |
| 東社   | 精忠里 | 東光里 | 龍田   | 東昌里 | 東勢里 | 中華里 | 民有里 | 民福里 | 松基里 |
| 三民   | 莊敬里 | 東榮里 | 三民里 | 新益里 | 富錦里 | 新東里 | 富泰里 | 介壽里 |        |
| 中崙   | 中正里 | 中崙里 | 美仁里 | 吉仁里 | 敦化里 | 復源里 | 復建里 | 復勢里 | 福成里 |
| 本鎮   | 慈祐里 | 安平里 | 鵬程里 | 自強里 | 吉祥里 | 新聚里 | 復盛里 |        |        |

## 醫療機構
- 臺安醫院-位於八德路
- 博仁綜合醫院-位於光復北路
- 三軍總醫院松山分院（前國軍松山總醫院、俗稱807醫院、空軍總醫院、空軍醫院、空總）-位於健康路
- 長庚醫院臺北院區-位於敦化北路
- 臺北市立聯合醫院松山門診部：位於八德路4段
- 民生醫事檢驗所：位於民生東路5段

## 教育

### 高級中等學校
- 臺北市立中崙高級中學
- 臺北市立西松高級中學
- 臺北市私立育達高級中等學校

### 國民中學
- 臺北市立民生國民中學[9]
- 臺北市立中山國民中學[10]
- 臺北市立敦化國民中學
- 臺北市立介壽國民中學
- 臺北市立中崙高級中學附屬國民中學
- 臺北市立西松高級中學附屬國民中學

### 國民小學
- 臺北市松山區松山國民小學
- 臺北市松山區民生國民小學[11]
- 臺北市松山區民權國民小學[12]
- 臺北市松山區敦化國民小學[13]
- 臺北市松山區三民國民小學[14]
- 臺北市松山區民族國民小學[15]
- 臺北市松山區西松國民小學
- 臺北市松山區健康國民小學

### 幼兒園
- 臺北市私立三民幼兒園[16]
- 臺北市私立立德幼兒園[17]
- 臺北市松山區健康國民小學附設幼兒園
- 臺北市私立妙慧幼兒園[18]
- 臺北市私立思高幼兒園[19]
- 臺北市立敦化國民中學教師會附設臺北市私立員工子女幼兒園
- 臺北市私立育達高級商業家事職業學校附設臺北市私立點點幼兒園
- 臺北市私立宜家民權蒙特梭利幼兒[20]
- 臺北市私立耕心幼兒園[21]
- 臺北市私立青林幼兒園[22]
- 臺北市松山區民權國民小學附設幼兒園

### 社會教育
- 臺北市松山社區大學[23]
- 財團法人中華民國電腦技能基金會

### 公立圖書館
- 臺北市立圖書館台北小巨蛋FastBook全自動借書站[24]
- 臺北市立圖書館松山分館[25]
- 臺北市立圖書館民生分館[26]
- 臺北市立圖書館三民分館[27]
- 臺北市立圖書館中崙分館[28]
- 臺北市立圖書館啟明分館[29]
- 臺北市立圖書館松山機場智慧圖書館[30]

### 私立圖書館
- 行天宮附設玄空圖書館-敦化總館[31]
- 臺北市松山慈祐宫附設圖書館

### 藝文
- 臺北市藝文推廣處位於八德路三段，前身為臺北市立社會教育館

## 體育場館
- 松山運動中心
- 臺北體育館
- 民生社區活動中心
- 中山國中星耀樓
- 臺北小巨蛋
- 台北田徑場

## 工商團體
- 日商華大成營造總部[32]
- 台北文華東方酒店：前身即「中泰賓館」。
- 日商百樂文具(PILOT)股份有限公司台灣分公司：位於臺北市松山區民權東路三段
- 大臺北區瓦斯股份有限公司：成立於1964年，供應臺北市之民生用「天然氣」，營業區域為台北市的松山、信義、大安、大同、萬華、中正、中山等七個行政區及士林區之福華、明勝二里，總部位於臺北市松山區光復北路。
- 台灣角川股份有限公司：日本角川集團在臺灣設立，知名小說和漫畫的出版公司，1999年4月總部設立於臺北市松山區光復北路。(2021年3月總部已遷移至台北市中山區松江路)
- 日商NIKON相機總代理商【國祥貿易】(台北總公司)：位於臺北市松山區南京東路三段
- 圓神出版社有限公司：新聞曾報導老闆一週只讓員工上四天班的知名公司，位於臺北市松山區南京東路四段。
- 香港商亞洲費列羅有限公司台灣分公司：以銷售「金莎」、「健達」巧克力知名企業，台灣分公司位於臺北市松山區南京東路五段。
- 台灣歐姆龍公司：知名電子血壓計銷售企業，總公司位於臺北市松山區復興北路。
- 宏碁股份有限公司(Acer Incorporated)：知名全球五大品牌之一電腦企業，臺北市總部位於松山區復興北路。
- 台塑關係企業：總部位於臺北市松山區敦化北路
- 汎航通運：總部位於臺北市松山區敦化北路
- 富邦集團：總部位於臺北市松山區敦化南路一段
- 好來化工：以生產與銷售「黑人牙膏」、「高露潔牙膏」著名，總部位於臺北市松山區敦化南路一段
- 台北市文化基金會：台北市市民大道五段99號4樓
- 健豪印刷事業股份有限公司

## 各國駐臺使館與代表機構
- 日本台灣交流協會臺北事務所：位於慶城街
- 南非聯絡辦事處：位於敦化北路
- 丹麥商務辦事處：位於敦化北路
- 馬來西亞友誼及貿易中心：位於敦化北路
- 比利時台北辦事處：位於民生東路三段

## 民間團體
- 財團法人行天宮文教發展促進基金會：位於南京東路三段
- 財團法人圓覺宗智敏慧華金剛上師教育基金會：位於南京東路五段
- 社團法人台北市康復之友協會：位於八德路四段

## 政黨團體
- 新黨總部：位於臺北市松山區光復南路65號4樓

## 交通

### 鐵道
臺灣鐵路管理局
- 縱貫線：松山車站（信義區永吉里、松山區慈祐里、南港區玉成里交界）

註：臺鐵松山車站位於信義區。
臺北捷運
- 文湖線：南京復興站 - 中山國中站 - 松山機場站
- 松山新店線：南京復興站 - 台北小巨蛋站 - 南京三民站 - 松山站

### 高速公路
- 國道一號（汐止五股高架橋）： 20下塔悠 下塔悠出口匝道

### 航空
- 臺北松山機場

### 未來

#### 臺北捷運
- 東環段（興建中）：松山站
- 民生汐止線（規劃中）：東社站 - 民生社區站

## 旅遊

### 公園

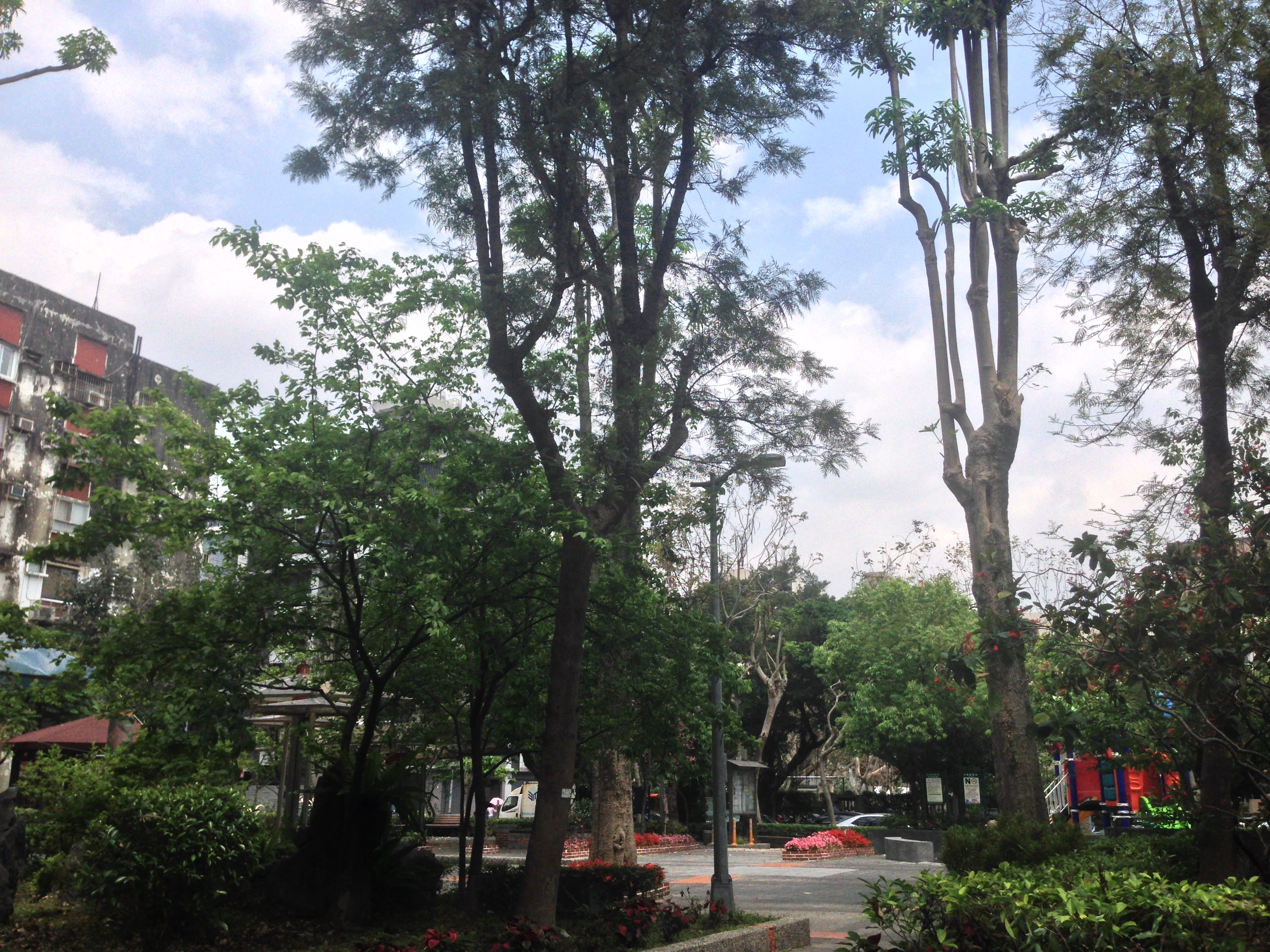
敦中公園。

- 敦中公園
- 民權公園
- 撫遠公園
- 富民生態公園
- 民生公園
- 觀山河濱公園
- 迎風河濱公園

### 廟宇
- 松山慈祐宮：舊稱錫口媽祖廟，創立於乾隆十八年（1753年），其媽祖稱為「松山媽祖」，為今涵蓋松山、信義、大安、南港、內湖的錫口十三街庄的信仰中心。
- 台北府城隍廟：舊稱昭明廟，主神為臺北市城隍爺信仰中的府城隍，與臺灣省城隍廟都是源自臺北府縣城隍廟。
- 松山霞海城隍廟：興建於1820年左右,為主祀霞海城隍的廟宇。
- 佛光山普門寺：為佛光山寺派下別院。普門寺之命名，緣由星雲法師早年來臺弘法所遇種種艱難困境，故曾發願要興建一座普施方便大門的道場。
- 中崙福成宮：為中崙地區主祀福德正神的廟宇，興建於1967年。
- 松山進安宮：為雲林縣馬鳴山鎮安宮分靈廟宇，主祀五年千歲，興建於1959年。
- 松山水福宮：位於下街尾米粉寮河岸松河街3號，面朝基隆河，一樓供奉福德正神，二樓主祀水德星君。
- 松山劍童宮：位於松山區八德路三段，樓高三層，主祀「王府劍童」。
- 八德路福德宮：主祀福德正神，位於台北市八德路四段，興建於1949年。
- 應媽廟：位於臺灣臺北市松山區中正里敦中公園內的姑娘廟，為當地的信仰中心。
- 東勢福安宮
- 東社慈福宮
- 北巡武德宮：位於松山區塔悠路，新聞媒體曾報導知名藝人張小燕、蕭敬騰、黃韻玲等人必點此宮的財神光明燈。

### 商場、商圈、夜市
- 饒河街夜市
- 京華城(已拆除)
- 微風廣場
- 微風南京
- CITYLINK松山店
- 家樂福三民店：位於臺北市松山區三民路
- 富錦街：有「台北小歐洲」之稱的街道。

## 古蹟與歷史建築
- 一號糧倉
- 松山市場
- 松山陳宅：位於台北市松山區松河街70號旁，本建築為陳家於日治時期所建，陳家為地方仕紳，陳復禮在日治時期為松山庄長，其父陳能為煤礦礦主，其子陳拱北被譽為「臺灣公衛之父」，本建物為松山地區發展之歷史證物，亦見證陳家在政治、社會、文化之影響力。建物原入口在饒河街上，並有後院，現存建築為日治時期建物之第二進，平面為凹壽字，從目前留存之建築仍可見原有建築格局，及做工細緻之欄杆及線腳裝修。[33]

## 都市重劃及都市更新

### 延壽國宅J區海砂屋都更案
民生社區延壽國宅「J區」是延壽國宅系列規模最大的更新案，原來的7層樓建物在1995年被鑑定為海砂屋，該案於民國109年4月完成更新審議核定，並在110年6月向北市府申請代拆，更新實施者為中華工程。更新範圍達3000多坪，總戶數達336戶。

### 台北市危老重建計畫案668案
松山區南京東路五段危老案，本基地約400坪，屋齡現況逾50年，在建設業界為著名之整合難度極高明星地，30餘年歷經逾20間建商整合未果。富品建設及昶和纖維於民國111年4月29日取得台北市危老重建計畫案668案核准，台中商業銀行核予本基地5年期31.6億授信額度。本基地興建地下5～6層、地上22層以上的智慧永續耐震宅。

## 媒體

### 電視臺
- 臺灣電視公司：一般大眾習慣簡稱「臺視」。總部位於臺北市松山區敦化里3鄰八德路三段
- 非凡電視臺：知名股票投資新聞電視台。
- 美商超躍有限公司臺灣分公司（代理Animax、AXN，位於民生東路三段）

### 音樂唱片公司
世界三大唱片公司的台灣總部，全都設立於臺北市松山區：
- 台灣索尼音樂娛樂(Sony Music Entertainment (Taiwan) Ltd)：舊稱新力音樂，總部位於光復北路，世界三大唱片公司之一。
- 華納音樂 (台灣)（Warner Music Taiwan Ltd）：總部位於民生東路四段，世界三大唱片公司之一。
- 環球音樂 (台灣)(Universal Music Taiwan Ltd)：總部位於敦化北路，世界三大唱片公司之一。

日資：
- 愛貝克思 (台灣)(Avex Taiwan Inc)：是日本音樂商Avex Trax的台灣子公司，總部位於復興北路。

其他獨立唱片公司：
- 杰威爾音樂(JVR Music)：由音樂人周杰倫(Jay)、填詞人方文山(Vincent)以及前阿爾發音樂總經理楊峻榮(JR)合辦，總部位於臺北市松山區長春路。
- 相信音樂(B'in Music Co. Ltd)：由音樂人五月天(Mayday)、前滾石唱片策略長陳勇志（陳沒）(chen mo)以及前滾石唱片謝芝芬合辦，公司名稱為五月天阿信所命名，總部位於臺北市松山區光復南路33巷12號2樓、6樓、7樓。

## 知名企業
- 台灣玻璃工業股份有限公司(Taiwan Glass Ind. Corp.)：簡稱台玻，上市公司臺證所：1802，一家玻璃及其製品製造公司，總部位於台北市松山區南京東路。
- 中華工程股份有限公司(BES Engineering Corporation)：簡稱中華工程，上市公司臺證所：2515，一家營造工程及其不動產開發、規劃設計及銷售公司，總部位於台北市松山區東興路。
- 台灣角川股份有限公司(KADOKAWA TAIWAN CORPORATION)：簡稱台灣角川，一家出版公司，是日本角川集團在台灣設立的出版公司，亦是其首間海外子公司，1999年4月總部設立於台北市松山區光復北路，2021年3月總部已遷移至台北市中山區松江路。

## 相關資訊
- 波麗士大人：是2008年的一部臺灣電視劇，由三立電視製作、臺視與三立都會台共同播出。本劇是臺灣一部以警察為主題的電視劇，此電視劇的拍攝地點，就位於松山警分局三民派出所。
- 臺北市松山區民生社區發展協會
- 富錦街：有「台北小歐洲」之稱，膾炙人口的電影《藍色大門》、《第36個故事》以及電視偶像劇，都曾在此地取景拍攝。

### 軼事
值得一提的是，許多以該區為名的機構皆不在該區境內，如松山家商、松山工農、松山高中、松山火車站、松山文創園區、松山順天宮、松山慈惠堂、TOYOTA松山服務廠等等... 松山區亦無松山國中，僅有中山國中。這是因為原本信義區
是屬於松山區一部分，1990年才劃出。

## 外部連結
- 臺北市松山區公所（繁體中文）（页面存档备份，存于）